# Economía en la Hispania romana

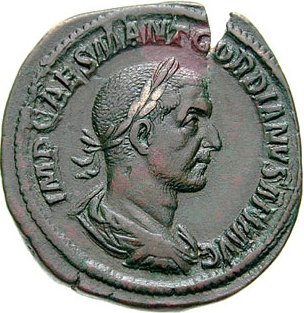
Sestercio romano con el retrato del emperador Gordiano I (238 d. C.)

La economía de Hispania experimentó un fuerte crecimiento tras la conquista de Roma, de tal forma que, de un territorio prometedor aunque ignoto, pasó a convertirse en una de las más valiosas adquisiciones de la República y el Imperio, por ser un puntal básico de la economía romana.

## La economía prerromana
Antes de la entrada de Roma en Iberia, prácticamente la totalidad de la península tenía una economía rural de subsistencia, con escaso tráfico comercial, a excepción de los núcleos urbanos, ubicados sobre todo en la costa mediterránea como Tarraco, que comerciaban con Grecia y con los fenicios.

### La estrategia económica de la conquista romana
Antiguamente habían circulado por el Mediterráneo leyendas fenicias sobre las infinitas riquezas de Tartesos y sobre las expediciones comerciales con la costa hispana, que regresaban cargadas de plata. Indudablemente, estas historias contribuían al interés de las potencias mediterráneas por la península ibérica.
Tras su derrota en la primera guerra púnica, Cartago perdió importantes mercados con los que comerciar y se vio obligada a pagar tributos a Roma como compensación por la guerra. Con el fin de paliar esta situación, los cartagineses decidieron expandirse por la costa de Iberia, que entonces estaba fuera del área de influencia romana. Cartago, interesada sobre todo en obtener beneficios comerciales inmediatos, explotó las minas de plata de Carthago Nova y del litoral andaluz, extrayendo importantes cantidades de este metal con el que financiaría en gran parte la segunda guerra púnica y la campaña italiana de Aníbal.
Por este motivo entre otros, uno de los primeros objetivos estratégicos de Roma al invadir la península fue arrebatar a Cartago las minas de Carthago Nova. En parte debido a la pérdida de estos recursos, y en gran parte debido al aislamiento en que había quedado, Aníbal tuvo que renunciar a la guerra en Italia en 206 a. C.

Con la plata de las minas de Cartagena pagaron ellos sus mercenarios, y, cuando por la toma de ésta en 209 a. C. Carthago perdió estos tesoros, Aníbal ya no fue capaz de resistir a los romanos, de manera que la toma de Cartagena decidió también la guerra de Aníbal. Schulten A., "Fontes Hispaniae Antiquae"

Tras la expulsión de Cartago, parte de los pueblos indígenas de Hispania quedaron obligados a pagar tributos a Roma a través de una intrincada red de alianzas y vasallajes. A pesar de ello, a lo largo de los siglos II a. C. y I a. C., Roma tuvo a los territorios de la Hispania aún no conquistada como un lugar propicio para el saqueo y la rapiña, rompiendo con frecuencia los tratados de paz que, como los acordados en tiempos de Sempronio Graco, habían permitido periodos prolongados de paz. El levantamiento de los pueblos celtíberos y lusitanos solo sirvió para aumentar los ingresos de Roma a través de los inmensos botines de guerra obtenidos en campañas como las de Catón el Viejo.
Esta política de obtención de riquezas por la fuerza tuvo su continuidad en las campañas de Pompeyo y posteriormente de Julio César, de quien cuentan las crónicas que acudió no solo a luchar contra Pompeyo, sino a lucrarse de la conquista para pagar a sus acreedores.
Mientras tanto, la costa mediterránea hispana, que había sido conquistada durante la guerra contra Cartago y rápidamente romanizada, comenzaba su expansión económica y comercial que pronto haría famosa a Hispania en el mundo romano.

## La economía de la Hispania romanizada
Además de la explotación de los recursos minerales, Roma obtuvo con la conquista de Hispania el acceso a las que probablemente fueran las mejores tierras de labor de todo el territorio romanizado. Por lo tanto, se hacía necesario poner aquellas tierras en explotación cuanto antes. Durante toda la dominación romana, la economía productiva hispana experimentó una gran expansión, favorecida además por unas infraestructuras viarias y unas rutas comerciales que le abrían los mercados del resto del imperio.

### La circulación monetaria
Uno de los más indudables símbolos de civilización que las culturas foráneas aportaron a Hispania fue la acuñación de moneda con el fin de facilitar las transacciones comerciales. Hasta entonces, los pueblos peninsulares basaban su economía en el trueque de productos, pero a principios del siglo III a. C., colonias griegas como Ampurias comenzaron la acuñación de monedas, aunque sin influencia más allá de sus límites territoriales.

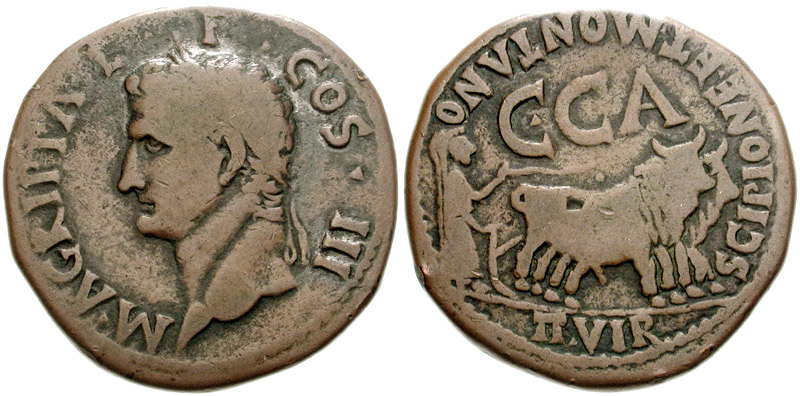
Moneda acuñada en Caesaraugusta bajo el gobierno del emperador Calígula. En el anverso figura un retrato conmemorativo del general Agripa; el reverso representa el ritual fundacional de la colonia. La inscripción C·C·A alude a la ceca de Caesaraugusta, y la leyenda SCIPIONE·ET·MONTANO (Escipión y Montano) da cuenta de los dos duunviros que gobernaban como magistrados locales en 38/39 d. C.

Posteriormente, Cartago introduciría de forma más generalizada el uso de la moneda como forma de pago a sus tropas, antes de la invasión romana; pero serían finalmente los romanos los que impondrían el uso de la moneda en todo el territorio hispánico, y no solo de aquella moneda cuyo valor se basaba en el metal de la misma, sino de otras que, siendo de inferior valor que su aleación, estaban avaladas por el tesoro romano. De la abundancia de monedas halladas, sobre todo de aquellas de valor más pequeño, se extrae la conclusión de que el uso monetario estuvo ampliamente extendido a nivel cotidiano. Durante el periodo expansivo de Roma en Hispania, muchos pueblos de la Península acuñaron sus propias monedas con el fin de facilitar el pago de tributos y el comercio con el área bajo dominio romano.
Durante todo el periodo republicano, era el senado romano el que controlaba por completo la emisión de moneda a través de las magistraturas monetarias, aunque posteriormente, con el auge de los dictadores, su control se redujo a las monedas menores, pasando más tarde muchas de las cecas a control imperial.
Una vez consolidado el poder romano en Hispania, fueron muchas las cecas que acuñaron moneda, como Tarraco (la primera de las cecas romanas en Hispania), Itálica, Barcino, Caesaraugusta, Augusta Emerita, etc. Y a lo largo y ancho del Imperio, más de 400 cecas proporcionaron moneda a la mayor parte de Europa, el norte de África y Oriente Próximo.

### Minería

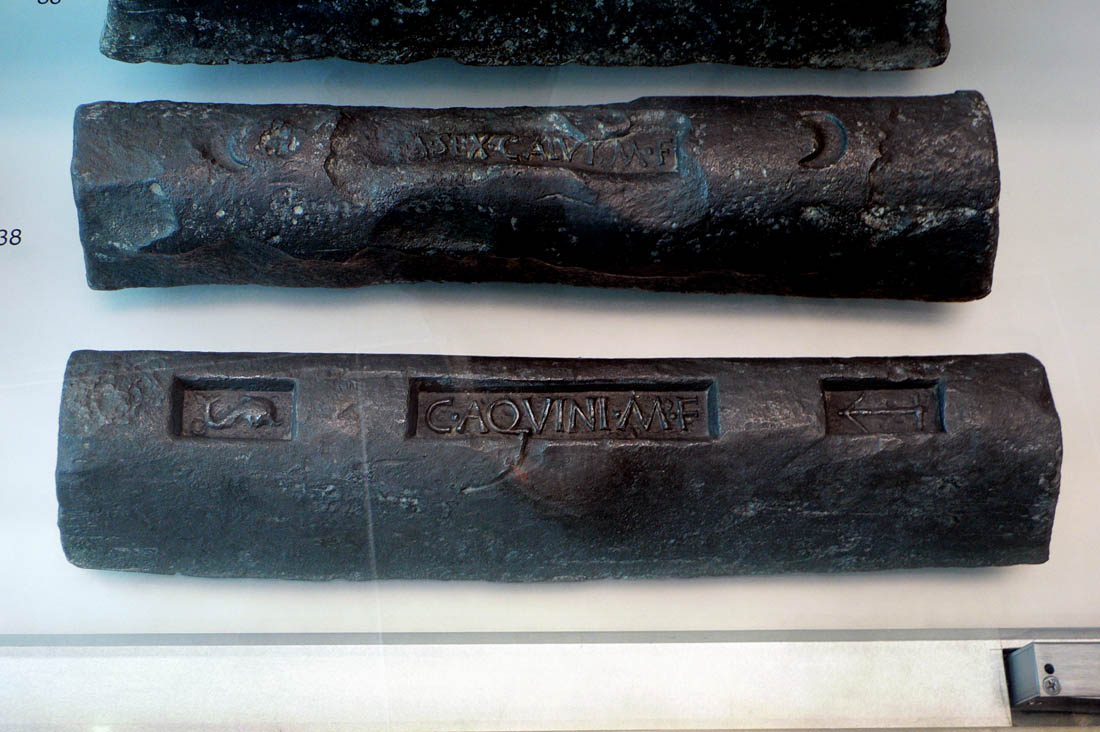
Lingotes de plomo procedentes de las minas de Carthago Nova.

Sin duda, el primer interés de Roma en Hispania fue extraer provecho de sus legendarias riquezas minerales, además de arrebatárselas a Cartago. Tras el final de la segunda guerra púnica se encomendó a Escipión el Africano la administración de Hispania, prestando una especial atención a la minería. Roma mantuvo las prácticas de extracción que habían iniciado los pueblos íberos y que posteriormente los cartagineses mejorarían importando las técnicas usadas en el Egipto ptolemaico.
Ya que la propiedad de las minas era estatal, Roma creó las compañías «societates publicanorum», empresas públicas administradas por publicanos para la explotación minera. Estos publicanos, generalmente pertenecientes al orden ecuestre, se enriquecieron con rapidez y en gran abundancia, pero durante la dictadura de Sila, éste arrebató las minas a los publicanos, poniéndolas en manos de particulares y obteniendo con ello un gran beneficio económico y político. En tiempos de Estrabón (siglos I a. C. – I d. C., durante la transición entre la República de los dictadores y el Imperio), se otorgaron pues concesiones de explotación a particulares. Este sistema permitió el rápido enriquecimiento de ciertas familias que, procedentes de Italia, se habían instalado en Hispania con este fin. En otros casos, las minas podían pertenecer a una ciudad (generalmente a una colonia). Los beneficios de las minas hispanas fueron inmensos y se mantuvieron durante todo el periodo de dominio romano de siete siglos, lo que convertía a Hispania en un puntal económico de Roma. Las crónicas expresan con bastante fidelidad las cifras de la producción minera, que ya en el siglo II a. C. eran de más de nueve millones de denarios anuales, mientras los botines de guerra del mismo período nunca fueron en total superiores a la tercera parte de esta cifra.
Con relación a los minerales, Roma extrajo con mayor interés plata, cobre y hierro. Aníbal había dado una gran vitalidad a las minas de plata de Carthago Nova, cuya explotación se mantuvo por parte de los romanos hasta alcanzar unos niveles de producción muy elevados. En los alrededores de Cartagena y Mazarrón continuó extrayendo plata, plomo, y otros minerales en grandes cantidades. Según Estrabón en las minas de plata de Carthago Nova trabajaban hasta 40 000 esclavos, reportando al pueblo romano 25 000 dracmas diarios.
En el territorio de la Bética se encontraban situados un gran número de minas, entre las cuales sobresalían Tharsis, Riotinto, Sotiel Coronada, El Centenillo, Posadas o Cerro Muriano. En estos yacimientos las labores de extracción alcanzaron una gran nivel técnico. El área del suroeste poseía una cadena de explotaciones asociadas a la llamada Faja pirítica ibérica, zona que se acabaría convirtiendo en el gran centro minero para la producción de cobre y plata. Otras explotaciones importantes localizadas en el sur de Hispania eran las de Cástulo (plata), Aznalcóllar (pirita) o Almadén, constituyendo esta última un importante centro productor de mercurio. Cabe señalar que Almadén dependía del municipium de Sisapo (Valle de Alcudia). De toda esta producción, además de los vestigios en los mismos yacimientos mineros, dan muestra los numerosos pecios submarinos en los cuales se han hallado lingotes de plata, plomo y panes de cobre con los sellos de los fundidores hispanos.

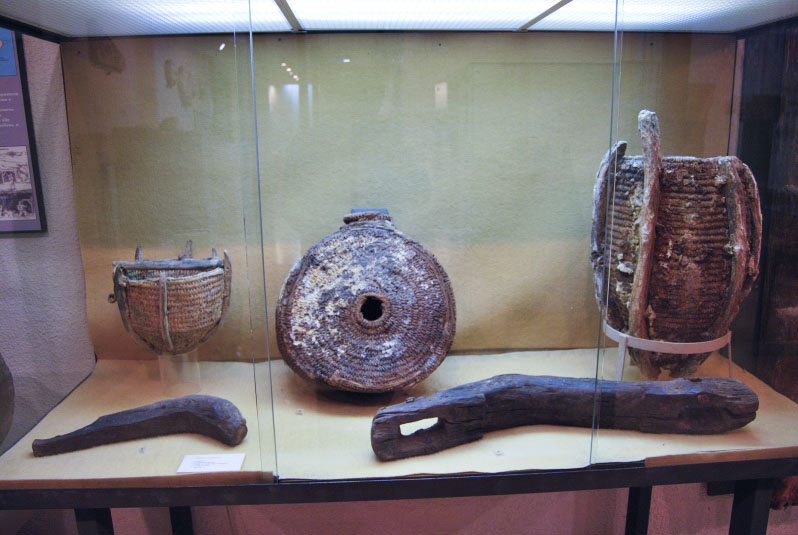
Útiles y herramientas mineras procedentes de las minas de Carthago Nova. Museo Arqueológico Municipal de Cartagena.

Otro importante mineral extraído en Hispania era el lapis specularis, un tipo de piedra de yeso especular traslúcido muy apreciado como mineral para la fabricación, a modo de cristal, de ventanas en Roma. Su principal área de explotación eran las actuales provincias de Toledo y Cuenca, siendo el centro administrativo de su producción minera la ciudad de Segóbriga, de la cual era el principal recurso económico.  
Más allá de todo ello, el trabajo en la minería en los tiempos de la Hispania romana se efectuaba en unas condiciones terribles. Millones de esclavos eran ocupados en las minas en una labor extremadamente peligrosa, sin ningún tipo de seguridad y sin un horario que fuese humanamente soportable. Para un esclavo, el destino de las minas constituía la peor de las fortunas, y con casi total seguridad, pasar el resto de sus pocos días sin llegar a ver más la luz del sol, acarreando mineral y piedras durante todo el día o picando en las galerías, siempre bajo la amenaza de los derrumbamientos. 

### Agricultura
Tan pronto como se obtuvieron las primeras conquistas, las tierras de cultivo fueron repartidas entre las tropas licenciadas, siendo los terrenos medidos y repartidos para la colonización del territorio. Tradicionalmente, el trabajo del campo había sido idealizado por la cultura romana como la culminación de las aspiraciones del ciudadano. Los romanos impulsaron la legislación sobre propiedad de los terrenos, garantizando las lindes gracias a las técnicas de agrimensura y la «centuriación» de los campos. Esta política permitiría una rápida colonización de las tierras. Posteriormente, avanzado el siglo II a. C., se produciría la crisis del campesinado en todo el territorio bajo dominio romano, provocada por la ingente cantidad de esclavos que eran empleados en todos los sectores productivos, y consiguiente caída en picado de la competitividad del pequeño campesinado. La crisis, a pesar de los fracasados intentos de reforma agraria de los tribunos Tiberio y Cayo Sempronio Graco, favorecería el fortalecimiento de los grandes latifundistas, poseedores de grandes extensiones de terreno dedicados al monocultivo y trabajados por esclavos. El pequeño campesino en muchas ocasiones se vería abocado a abandonar sus tierras y pasar a engrosar las filas de los cada vez más numerosos ejércitos romanos.
En la economía agrícola romana, una finca buena disponía de cinco partes, dedicadas respectivamente a olivo, vid, trigo (pan), huerto (frutas y verduras) y pastos para ganado. Refleja esto la importancia de cada una estas partes en la alimentación de la época. De esa partición ha quedado la expresión castellana «quinta de...» (olivos, naranjos, etc.) que con el tiempo tomó el sentido de «finca de recreo».

#### El olivar y el comercio de aceite
Dentro de la producción agrícola hispana destacó ya desde el siglo II a. C. el cultivo de la aceituna, especialmente en el litoral mediterráneo tarraconense y bético. 

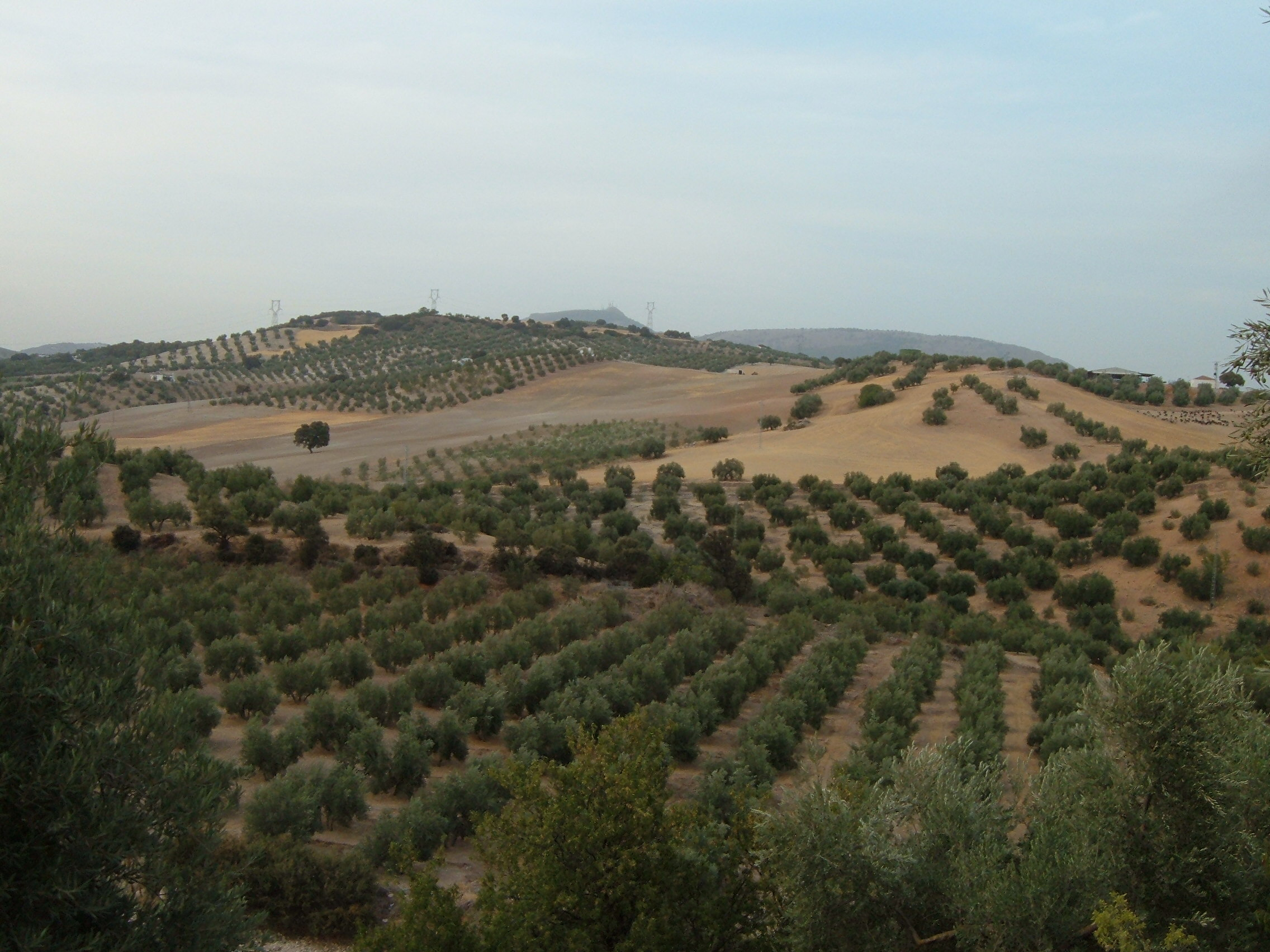
Olivar en la provincia de Granada.

Durante el periodo de dominio romano, la provincia Bética se especializó en la producción de aceite de oliva dedicado a la exportación hacia Roma y hacia el norte de Europa. De este comercio dan fe los numerosos yacimientos tanto submarinos como de restos de ánforas estudiadas en el «monte Testaccio». El monte Testaccio se originó como un vertedero de envases de alfarería procedentes del comercio que llegaba a Roma. Del tamaño alcanzado por dicho monte, que según los estudios está compuesto en un 80 % de su volumen por ánforas de aceite de la Bética, se puede deducir la magnitud del comercio generado por dicho aceite, y por ende, la importancia que el cultivo del olivar tuvo en Hispania. Fue este sin duda el producto procedente de Hispania que en más abundancia se comercializó y durante un período más prolongado, y de hecho, aún hoy es la base de la agricultura del sur de la península ibérica.
Las ánforas de origen bético se han hallado, además de en el citado monte Testaccio (ya que la mayor parte de la producción de aceite se dirigiría hacia Roma hasta mediados del siglo III d. C.), en lugares tan diversos como Alejandría e incluso Israel. Durante el siglo II d. C. se produjo además un importante comercio de aceite con destino a las guarniciones romanas en Germania. Dentro del comercio aceitero se destaca por la cantidad de ánforas aparecidas, tanto en el Monte Testaccio como en otros lugares, la localidad sevillana de Lora del Río, donde se ubicaba uno de los mayores exportadores de este producto, hoy estudiado en el yacimiento arqueológico de La Catria, aunque existieron a lo largo de la historia de la Hispania romana multitud de alfares y productores de aceite en toda la Bética así como en la zona de levante.

##### El cultivo de la vid y el comercio de vinos
Respecto al cultivo de la vid, las fuentes clásicas comentan la calidad y cantidad de los caldos hispanos, algunos de ellos muy apreciados en Italia, mientras otros menos selectos eran destinados al consumo del gran público con menor poder adquisitivo. Este cultivo era producido de forma mayoritaria en los «fundus» (latifundios o lo que hoy se llamarían cortijos), que comprendían todos los procesos productivos del vino, en ocasiones incluyendo el trabajo de alfarería necesario para la producción de los envases. Debido al número de dichos «fundus» y a la producción total de los mismos, era posible mantener abastecido el mercado interior y exportar una considerable cantidad de excedente para el consumo de otras zonas del imperio.

##### Los tratados de Columela

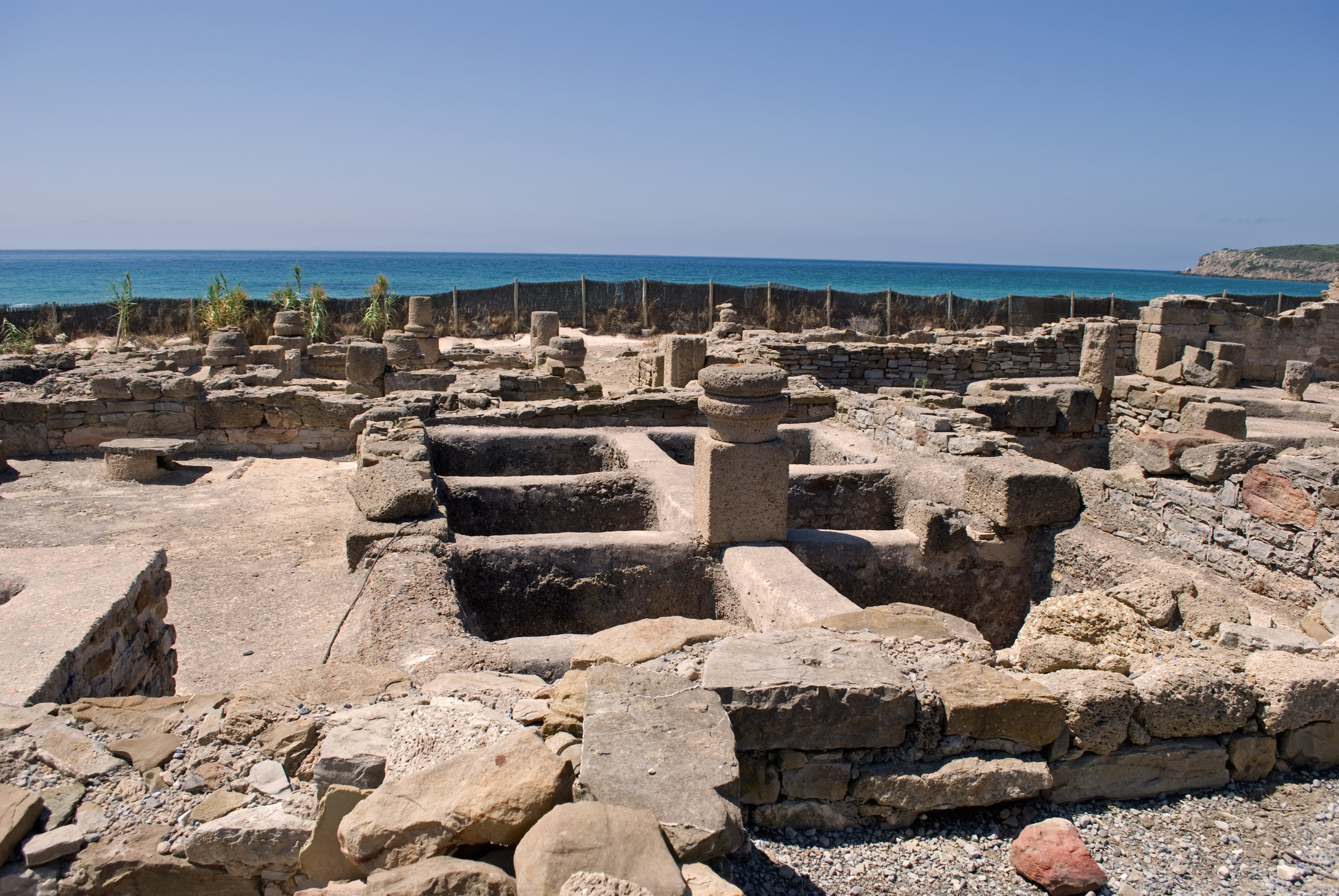
Factoría de salazones de pescado y salsa «garum» en Baelo Claudia.

Dentro de las crónicas y tratados sobre la agricultura en Hispania hay que destacar la obra del gaditano Lucio Junio Moderato Columela, que en sus doce libros expone las características de la agricultura de su tiempo (siglo I d. C.), criticando aquellos defectos que a su entender malograban dicho sector, como el abandono del campo y el acaparamiento de tierras por parte de los grandes terratenientes. En dichos libros trata con extensión el cultivo del olivar y la vid.

### El comercio de las salazones

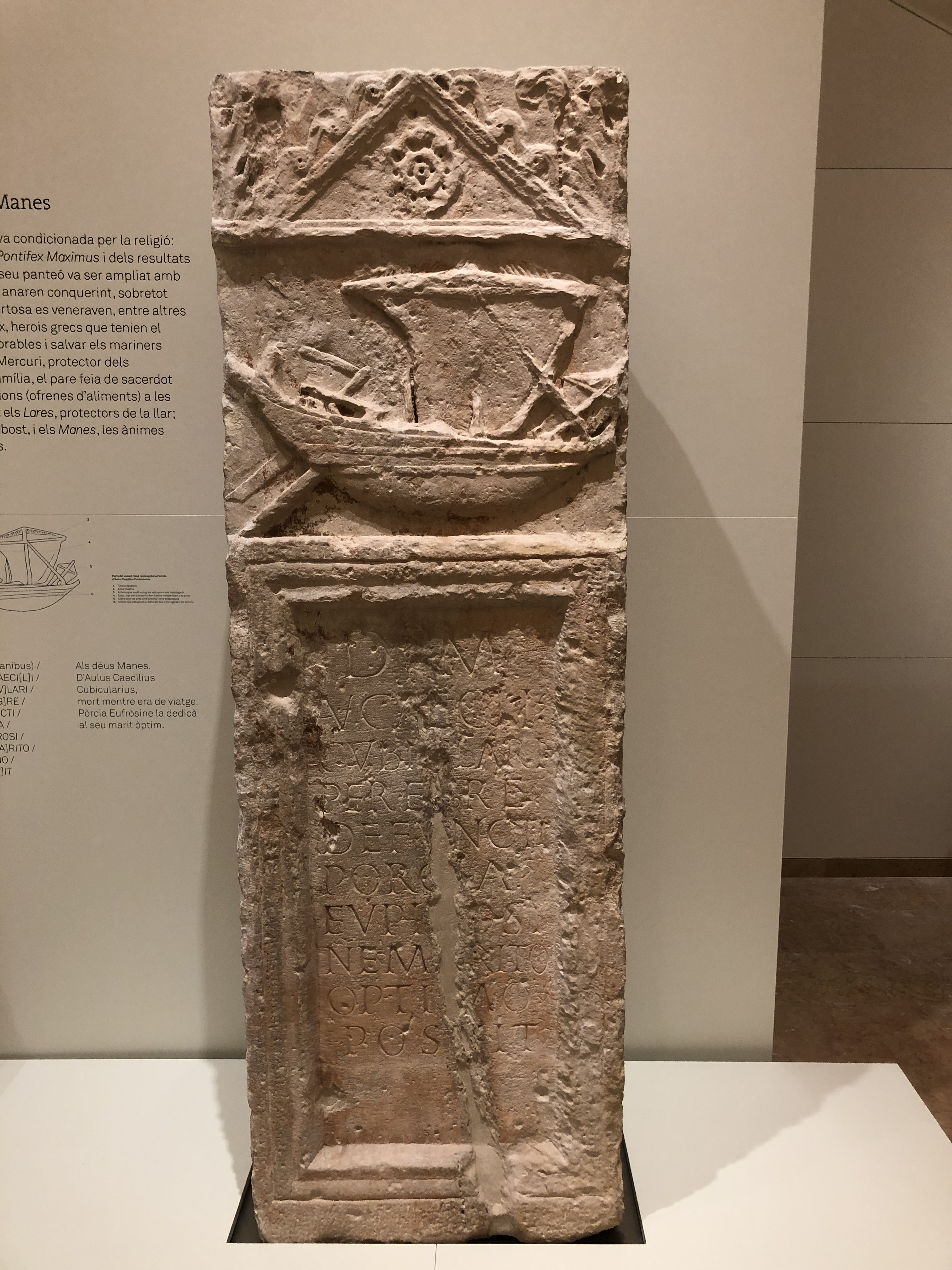
Navío de carga romano de principios del representado en una estela funeraria del Museo de Tortosa (Cataluña, España)

Gracias a las investigaciones arqueológicas sobre la producción de ánforas en el sur peninsular se puede deducir que el comercio de la salazón se daba ya antes del dominio cartaginés, existiendo evidencias de producción y comercialización de pescados en salazón en fechas tan tempranas como el siglo V a. C. Los cartagineses extendieron este comercio por todo el mediterráneo occidental, tanto hispánico como norteafricano.
Durante todo el periodo romano, Hispania se destacó por la continuidad del floreciente comercio de salazones procedentes de la Bética, la Tarraconense y la Cartaginense que extendía su mercado por todo el occidente europeo. Esta actividad productiva se ve reflejada en los restos de factorías cuyo producto manufacturado era, además del pescado en salazón o salsamenta, la salsa «garum», cuya fama se extendía por todo el imperio. La salsa garum se producía mediante un proceso de maceración de las vísceras del pescado. Al igual que sucedía con los productos vitivinícolas o el comercio del aceite, la producción de garum generaba una importante industria auxiliar del envasado en ánforas de la que también se conservan abundantes restos, y gracias a las cuales se puede hoy determinar el alcance de este comercio.